# Geothlypis philadelphia
Geothlypis philadelphia е вид птица от семейство Parulidae. Видът е незастрашен от изчезване.

## Разпространение
Разпространен е в Аруба, Бахамски острови, Белиз, островите Бонер, Свети Евстатиус и Саба, Канада, Колумбия, Коста Рика, Кюрасао, Доминиканска република, Еквадор, Салвадор, Гватемала, Хаити, Хондурас, Мексико, Никарагуа, Панама, Пуерто Рико, Сен Пиер и Микелон, Търкс и Кайкос, САЩ, Малки далечни острови на САЩ и Венецуела.